# Преведе (Лоди)
Преведе је насеље у Италији у округу Лоди, региону Ломбардија.
Према процени из 2011. године у насељу је живело 57 становника. Насеље се налази на надморској висини од 61 m.